# Джош Вілсон-Есбранд
Джошуа Даріус Камані Вілсон-Есбранд (англ. Joshua Darius Kamani Wilson-Esbrand, нар. 26 грудня 2002, Лондон, Англія) — англійський футболіст ямайського походження, фланговий захисник «Манчестер Сіті».
На правах оренди грає в клубі «Сток Сіті».

## Ігрова кар'єра

### Клубна
Джош Вілсон-Есбранд є вихованцем академії столичного клубу «Вест Гем Юнайтед». У 2019 році футболіст приєднався до молодіжної команди «Манчестер Сіті». 21 вересня 2021 року футболіст дебютував на професійному рівні, коли вийшов на поле в матчі Кубка ліги проти «Вікомб Вондерерз». В лютому 2022 року Джош підписав з клубом професійний контракт на п'ять років.
Другу половину сезону 2022/23 Вілсон-Есбранд провів в оренді в клубі Чемпіоншип «Ковентрі Сіті», разом з яким вийшов у перехідний плей - оф Чемпіоншипа. Сезон 2023/24 футболіст почав в оренді у французькому клубі «Реймс». Але вже у лютому 2024 року «Манчестер Сіті» відкликав орендний договір і відправив футболіста у «Кардіфф Сіті» до кінця сезону. Але через важку травму Джош достроково завершив сезон.
У січні 2025 року «Ман Сіті» знову відправив свого футболіста в оренду — до кінця сезону в клуб «Сток Сіті».

### Збірна
Вілсон-Есбранд почав міжнародну кар'єру в складі юнацьких збірних Англії.
19 листопада 2023 року футболіст дебютував у складі молодіжної збірної Англії.